# Bán Zsuzsa (újságíró)
Bán Zsuzsa (1939 körül – Budapest, 2013. október 31.) újságíró.

## Életpályája
Pályáját 1958-ban az Esti Hírlap szerkesztőségében kezdte, később 24 évet töltött el a Tungsram vállalatnál, ahol az Izzó Újság című lapot szerkesztette. 1984 után napilapoknál, a Világgazdaságnál, a Népszabadságnál, a Magyar Hírlapnál és a Népszavánál folytatta gazdasági újságírói tevékenységét. A Népszabadság Jótett mellékletét 2012 decemberéig három éven át szerkesztette, azt követően szerkesztőként a Napi Gazdaság tematikus oldalait gondozta – szinte az utolsó pillanatig.
Harkányi Endre korábbi felesége volt. Budapesten hunyt el, 74 évesen, 2013. október 31-én.

## Munkássága
Nevéhez fűződik a Mecénások Klubja megalapítása a Népszavában. 
2010-ben a Hungarian Business Leaders Forum "Média a Társadalomért" Életműdíjában részesült.